# Halenia euryphylla
Halenia euryphylla är en gentianaväxtart som beskrevs av C. K. Allen. Halenia euryphylla ingår i släktet Halenia och familjen gentianaväxter. Inga underarter finns listade i Catalogue of Life.